# Нортон, Андре
Андре Элис Нортон (англ. Andre Alice Norton, ранее Alice Mary Norton), «великая леди фантастики» (Grand Dame of Science Fiction and Fantasy; 17 февраля 1912 — 17 марта 2005) — американская писательница-фантаст. Лауреат около 20 премий и призов. Американская ассоциация писателей-фантастов удостоила Нортон высокого титула Великого Мастера.

## Биография
Родилась в Кливленде, штат Огайо. По семейным преданиям, ведёт род от первопоселенцев, и среди её прапрабабок была индианка. В школе часто посещала библиотеку, много читала. Была редактором школьной стенгазеты, для которой писала свои первые рассказы.
В 1930—1932 гг. училась в Университет Кейс Вестерн резерв. 20 лет проработала в Кливлендской общественной библиотеке (за исключением военных лет, когда она служила в Библиотеке Конгресса). С 1950 по 1956 год работала редактором в издательстве «Гном-пресс».
Умерла Нортон 17 марта 2005 г. в своем доме в городе Мерфрисборо, штат Теннесси, США. Американская ассоциация писателей-фантастов посмертно учредила премию имени Андре Нортон.

## Творчество
Первую книгу The Prince Commands («Повеление принца», в жанре военного романа) выпустила в 1934 году. В том же году по совету издателей взяла мужской псевдоним Андре (или Эндрю) Нортон. Как считалось, это должно было привлечь мужскую аудиторию. Впоследствии Нортон официально поменяла имя, включив в него «Андре».
Фантастику начала писать в 1947 году («Люди кратера»). Всего написала более 130 романов. Среди наиболее заметных произведений Нортон — фантастический роман «Звёздные врата», серия космических опер «Королева Солнца» о звёздных торговцах, циклы «Колдовской Мир» и «Эльфийская Трилогия» в жанре фэнтези.
Впервые русский читатель открыл для себя Нортон в 1969 году, когда был опубликован в переводе Аркадия Стругацкого роман писательницы «Саргассы в космосе». В 1970—1980 её романы становились известными российскому читателю по самиздатовским переводам А. А. Грузберга, впоследствии приобретшего известность как одного из известнейших переводчиков А. А. Нортон  Архивная копия от 14 декабря 2016 на Wayback Machine.

## Награды
- 1965: Приз Ассоциации американских скаутов.
- 1977: Премия Хьюго. Гроссмейстер (Grandmaster) фэнтези.
- 1979: Балрог. Выбор судей.
- 1983: Премия Nebula от Ассоциации американских писателей-фантастов.
- 1983: Скайларк.
- 1984: Лауреат премии Жюля Верна.
- 1987: World Fantasy Award.
- 1997: Введена в Зал Славы

## Библиография

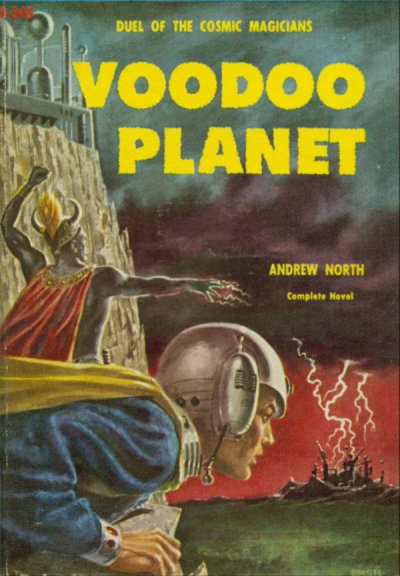
Обложка книги «Планета вуду»

### Космическая фантастика

#### Королева Солнца
- Саргассы в космосе. (Sargasso of Space). 1955.
- Зачумлённый корабль. (Plague Ship). 1956. Также — «Чумной корабль»
- Планета колдовства. (Voodoo Planet). 1959. Также — «Планета зомби»
- Проштемпелёвано звёздами. (Postmarked the Stars). 1969. Также — «Галактический почтовый», «На штемпеле — звёзды»
- Подчёркнуто звёздами. (Redline the Stars). 1993. Также — «Аварийная планета»[2]. В соавторстве с P. M. Griffin.
- Покинутый корабль. (Derelict for Trade). 1997. Также — «Отверженная для торговли». В соавторстве с Sherwood Smith.
- Разум на торги. (A Mind for Trade). 1997. В соавторстве с Sherwood Smith.

#### Янус
- Суд на Янусе. (Judgement on Janus). 1963
- Победа на Янусе. (Victory on Janus). 1966

### Боевая фантастика
- Звёздные врата (Star Gate). 1958
- Сокровище таинственной расы. (Secret of the Lost Race). 1959. Также — «Тайна затерянной расы».
- Звёздный охотник (Star Hunter). 1961
- Глазами монстра. (Eye of the monster). 1962
- Тайна потерянной планеты. 1964
- Операция «Поиск во времени» (Operation Time Search). 1967
- Опасный спутник (Dread Companion).1970
- Новая порода. (Breed to Come). 1972
- Здесь обитают чудовища. (Here Abide Monsters). 1973
- Нет ночи без звёзд. (No Night Without Stars). 1975

#### Война во времени
1. Торговцы во времени. (The Time Traders). 1958
2. Покорённый корабль. (Galactic Derelict). 1959
3. Патруль не сдаётся! (The Defiant Agents). 1962
4. Ключ из глубины времён. (Key Out of Time). 1963
5. Огненная рука. (Firehand). 1994. В соавторстве с P.M. Griffin
6. Отражение во времени. (Echoes in time). 1999. В соавторстве с Sherwood Smith. Другое название — «Эхо времён».
7. Atlantis Endgame. 2002. В соавторстве с Sherwood Smith

#### Вольные торговцы
1. Луна трёх колец. (Moon of 3 Rings). 1966
2. Изгнанники звёзд. (Exiles of the Stars). 1971
3. Полёт на Йиктор. (Flight in Yiktor). 1986
4. Опасная охота. (Dare to Go A-Hunting). 1989
5. Братство теней (Brother to Shadows). 1993

#### Перекрёсток времени
1. Перекрёстки времени (The Crossroads of Time). 1956
2. Поиск на перекрёстке времени (Quest Crosstime). 1965

#### Повелитель зверей
1. Повелитель зверей. (The Beast Master). 1959
2. Повелитель грома. (Lord of Thunder). 1962
3. Ковчег повелителя зверей. (Beast Master’s Ark). 2002. В соавторстве с Lyn McConchie
4. Цирк повелителя зверей. (Beast Master’s Circus). 2004. В соавторстве с Lyn McConchie
5. Beast Master’s Quest. 2006. В соавторстве с Lyn McConchie

#### Экранизации
- Повелитель зверей
- Повелитель зверей 2: Сквозь врата времени
- Повелитель зверей 3: Глаз Браксуса
- Повелитель зверей (телесериал)

#### Предтечи
1. Буря над Колдуном. (Storm Over Warlock). 1960. Другие названия — «Буря над планетой Колдун», «Буря сверхколдовства», «Шторм над Чародеем».
2. Испытание в Другом-Где. (Ordeal In Otherwhere).1964. Другое название — «Испытание в Иноземье».
3. Дзанта из унии воров. (Forerunner Foray). 1973. Другое название — «Вторжение к далёким предкам».
4. Предтеча. (Forerunner). 1981
5. Предтеча: приключение второе. (Forerunner; The Second Venture). 1985

#### Центральный контроль (Central Control)
1. Звёздная стража (Рейнджеры космоса; Последний бастион; Последняя планета (Star Rangers)). 1953
2. Последняя планета. (The Last Planet). 1955. В другом переводе, сокращённом — «Последняя посадка»
3. Звёздная стража (Star Guard). 1956

##### Астра
1. Звёзды принадлежат нам. (The Stars are Ours!). 1954
2. Рождённые среди звёзд. (Star Born). 1957

### НФ
- Веер с глазами из опала (The Opal-eyed Fan). 1977.
- Все кошки серы. (All Cats Are Gray). 1953. Рассказ.
- Да здравствует лорд Кор! (Long Live Lord Kor!). 1970. Рассказ.
- Лондонский мост. (London Bridge). 1973. Рассказ.
- Мышеловка. (Mousetrap). 1954. Рассказ.
- Угрюмый дудочник. (Dark Piper). 1968. В др. изд. — «Тёмный трубач»

### Фэнтези
- Гаран вечный. (Garan the Eternal). В него входят:
  - People of the Crater. 1947. Рассказ.
  - Garan of Yu-Lac. 1963. Рассказ.
  - Legacy from Sorn Fen. 1972. Рассказ.
  - One Spell Wizard. 1972. Рассказ.
- Духи времени
- Зеркало Мерлина
- Мир чародеев
- Опасные сны
- Сын звёздного человека (Star man’s son, 2250 a.d.), 1952.
- Тигр, светло горящий

#### Колдовской мир

##### Эсткарп
1. Колдовской мир. (Witch World). 1963
2. Паутина колдовского мира. (Web of the Witch World). 1964
3. Трое против колдовского мира. (Three Against the Witch World). 1965
4. Чародей колдовского мира. (Warlock of the Witch World). 1967
5. Волшебница колдовского мира. (Sorceress of the Witch World). 1968
6. Тройка мечей. (Trey of Swords). 1977
7. Берегись ястреба. (Ware Hawk). 1983
8. Кошачьи врата. (The Gate of the Cat). 1987
9. Ciara’s Song. 1998. В соавторстве с Lyn McConchie
10. The Dukes Ballad. 2005. В соавторстве с with Lyn McConchie

- Предания колдовского мира. Сборник новелл. 1980

1. Паучий шёлк
2. Песчаные сёстры
3. Кровь сокола
4. Наследство из трясины Сорн
5. Меч неверия
6. Жабы Гриммердейла
7. Подменыш

##### Высокий Холлек
1. Год Единорога. (Year of the Unicorn). 1965
2. Хрустальный грифон. (The Crystal Gryphon). 1972
3. Сказания Колдовского мира. (Spell of the Witch World). 1972. Сборник рассказов.
4. Пояс из леопарда (The Jargoon Pard). 1974
5. Проклятие Зарстора. (Zarthor’s Bane). 1978
6. Грифон торжествует. (Gryphon in Glory). 1981
7. Корона из сплетённых рогов. (Horn Crown). 1981. Другое название — «Рогатый венец».
8. Gryphon’s Eyrie. 1984. В соавторстве с A. C. Crispin
9. Гнев оборотня. (Were-Wrath). 1984.
10. Сказительница. (Songsmith). 1992. В соавторстве с A. C. Crispin
11. Silver May Tarnish. 2005. В соавторстве с with Lyn McConchie

###### Трилогия Грифона
часть цикла «Высокий Холлек».
1. Хрустальный грифон
2. Грифон торжествует
3. Gryphon’s Eyrie.

##### Великая перемена
- Storms of Victory. 1991
  - Порт погибших кораблей. (Port of Dead Ships).
  - Морская крепость. (Seakeep). Автор — P. M. Griffin
- Flight of Vengeance. 1992
  - Изгнание. (Exile). Автор — Mary H. Schaub
  - Надежда Сокола. (Falcon Hope). Автор — P. M. Griffin
- На крыльях магии. (On Wings of Magic). 1994
  - We the Women. Автор — Patricia Mathews
  - Соколиная магия. (Falcon Magic). Автор — Sasha Miller

###### Секреты колдовского мира
Часть цикла «Великая перемена»
1. Ключ от Кеплиан
2. Магический камень (The Magestone). 1996. В соавторстве с Mary H. Schaub
3. «Стража Колдовского мира» (The Warding of Witch World). 1996

##### Антологии
Сборники рассказов:
- Lore of the Witch World (1980)
- Сказание колдовского мира 1 (Tales of the Witch World 1) (1987)
- Четыре повести о Колдовском мире. (Four from the Witch World). 1989. Андре Нортон — автор предисловия
- Сказание колдовского мира 2 (Tales of the Witch World 2) (1988)
- Сказание колдовского мира 3 (Tales of the Witch World 3) (1990)

#### Диппль
1. Кошачьим взглядом (Catseye). 1961 (Другое название — Всадник с Вордэна)
2. Ночь масок. (Night of Masks). 1964

#### Знак Кота
1. Знак Кота. (The Mark of the Cat). 1992
2. Год Крысы. (Mark of the Cat, Year of the Rat). 2002

#### Магические книги
1. Магия стали. (Steel Magic). 1965. Другое название — «Серая магия».
2. Волшебный дом. (Octagon Magic). 1967. Другое название — «Магия восьмиугольного дома».
3. Магия мохнатых. (Fur Magic). 1968
4. Магия драконов. (Dragon Magic). 1972. В др. изд. — «Драконова магия».
5. Магия лавандовой зелени. (Lavender-Green Magic). 1974
6. Магия благородного оленя. (Red Hart Magic). 1976

#### Триллиум
Серия — продукт сотрудничества трёх авторов. Написав первый роман вместе, каждый из них писал продолжения самостоятельно.
1. Чёрный Триллиум. (Black Trillium). 1990 г. В соавторстве с Marion Zimmer Bradley & Julian May
2. Золотой Триллиум. (Golden Trillium). 1993 г. Автор — Андре Нортон
3. Кровавый Триллиум. (Blood Trillium). 1994 г.Автор — Julian May
4. Небесный Триллиум. (Sky Trillium). 1997 г. Автор — Julian May
5. Леди Триллиума. (Lady of the Trillium). 1995 г. Автор — Marion Zimmer Bradley

#### Хроники полукровок
1. Проклятие эльфов. (The Elvenbane). 1991. В соавторстве с Mercedes Lackey
2. Эльфийское отродье. (Elvenblood). 1995. В соавторстве с Mercedes Lackey
3. Эльфийский лорд. (Elvenborn). 2002. В соавторстве с Mercedes Lackey
4. Выкормыш эльфов. (Elvenbred). Незавершён. В соавторстве с Mercedes Lackey

#### Хроники Рендела
(Cycle of Oak, Yew, Ash, and Rowan)
- Смерть или престол (Книга Дуба). (To the King a Daughter: The Book of the Oak). 2000. В соавторстве с Sasha Miller.
- Рыцарь или трус. (Knight or Knave: The The Book of the Yew). 2001. В соавторстве с Sasha Miller.
- Корона или тьма (A Crown Disowned: The Book of the Ash and the Rowan). 2002. В соавторстве с Sasha Miller.
- Dragon Blade: The Book of the Rowan. 2005. В соавторстве с Sasha Miller.

#### Карл Великий (Carolus Rex)
- Тень Альбиона (The Shadow of Albion). 1999. В соавторстве с Rosemary Edghill
- Леопард в изгнании (Leopard in Exile). 2001. В соавторстве с Rosemary Edghill

#### Central Asia
- Серебряная Снежинка (Imperial Lady: A Fantasy of Han China). 1989. В соавторстве с Susan Shwartz
- Empire of the Eagle. 1993. В соавторстве с Susan Shwartz

#### Draw Rennie
- Ride Proud Rebel. 1961
- Rebel Spurs. 1962

#### Five Senses
- Ветер в камне. (Wind in the Stone (Hearing)). 1999
- Зеркало судьбы (Mirror of Destiny (Sight)). 1999
- Аромат магии. (The Scent of Magic (Smell)). 1998
- A Taste of Magic (Taste). 2006. В соавторстве с Jean Rabe
- Зов лиры (The Hands of Lyr (Touch)). 1994

#### Quag Keep
- Болотная крепость (Quag Keep). 1979
- Return to Quag Keep. 2005. В соавторстве с Jean Rabe

#### Zero Stone
- The Zero Stone. 1968 (Камень предтеч)
- Uncharted Stars. 1969 (Звёзды, не нанесённые на карты)

### Детская фантастика
- Рог Юона (Huon of the Horn). 1951. Др. название — Ивон, рыцарь Рога
- Семь чудес к воскресенью (Seven Spells to Sunday). 1979. В соавторстве с Phyllis Miller
- Верхом на зелёном драконе (Ride the Green Dragon).1985

#### Звёздный Коот
- Звёздный Коот. (Star Ka`at). 1976. Сборник новелл. В соавторстве с Dorothy Madlee[3]
- Мир звёздного Коота. (Star Ka`at World). 1978. Сборник новелл. В соавторстве с Dorothy Madlee
- Звёздный Ко’от и Люди Растения. (Star Ka`at’s and the Plant People). 1979. Сборник новелл. В соавторстве с Dorothy Madlee
- Звёздный Ко’от и Крылатые воины (Star Ka`at’s and the Winged Warriors). 1981. Сборник новелл. В соавторстве с Dorothy Madlee

### Приключения
- Принц приказывает
- Железные бабочки. (Iron Butterflies). 1980
- Дом теней. (House of Shadows). 1984. В соавторстве с Phyllis Miller
- Волшебный дом
- Sneeze on Sunday
- Удача Рэйлстоунов 1966
- Бархатные тени 1975

#### Лоренс ван Норрис
- Меч обнажён. (The Sword is Drawn). 1944
- Меч в ножнах. (Sword in Sheath). 1949
- На острие меча. (At Swords' Point). 1954